# لوئیجی بالزارینی
لوئیجی بالزارینی (انگلیسی: Luigi Balzarini; ۲۹ آوریل ۱۹۳۵ – ۱۲ فوریهٔ ۲۰۱۴) بازیکن فوتبال اهل ایتالیا بود.
از باشگاه‌هایی که در آن بازی کرده‌است می‌توان به باشگاه فوتبال مودنا، باشگاه فوتبال پیاچنزا، باشگاه فوتبال برشا، باشگاه فوتبال آتالانتا، و باشگاه فوتبال آ.ث. میلان اشاره کرد.